# Dha
Pour l’article homonyme, voir Dha.

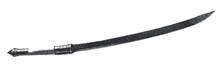
Sabre de l'ethnie shane

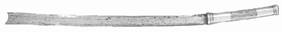
Sabre de l'ethnie kachin

Dha est un nom qui désigne deux choses proches : 
- d’abord les sabres birmans (da kaou che)
- puis le travail d’une manière générale avec les armes blanches dans le thaing (sabre, dague). Suivant les origines ethniques, on trouve différents types de sabre (le dha des Akhas porté sur l’épaule, le dha des kachins porté à la ceinture, large à son extrémité et terminé en forme de « V », le dha royal et le dha des princes, dont la lame et le manche sont ornementés, etc.).

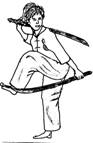
Danse de la panthère avec deux dhas (Bando)

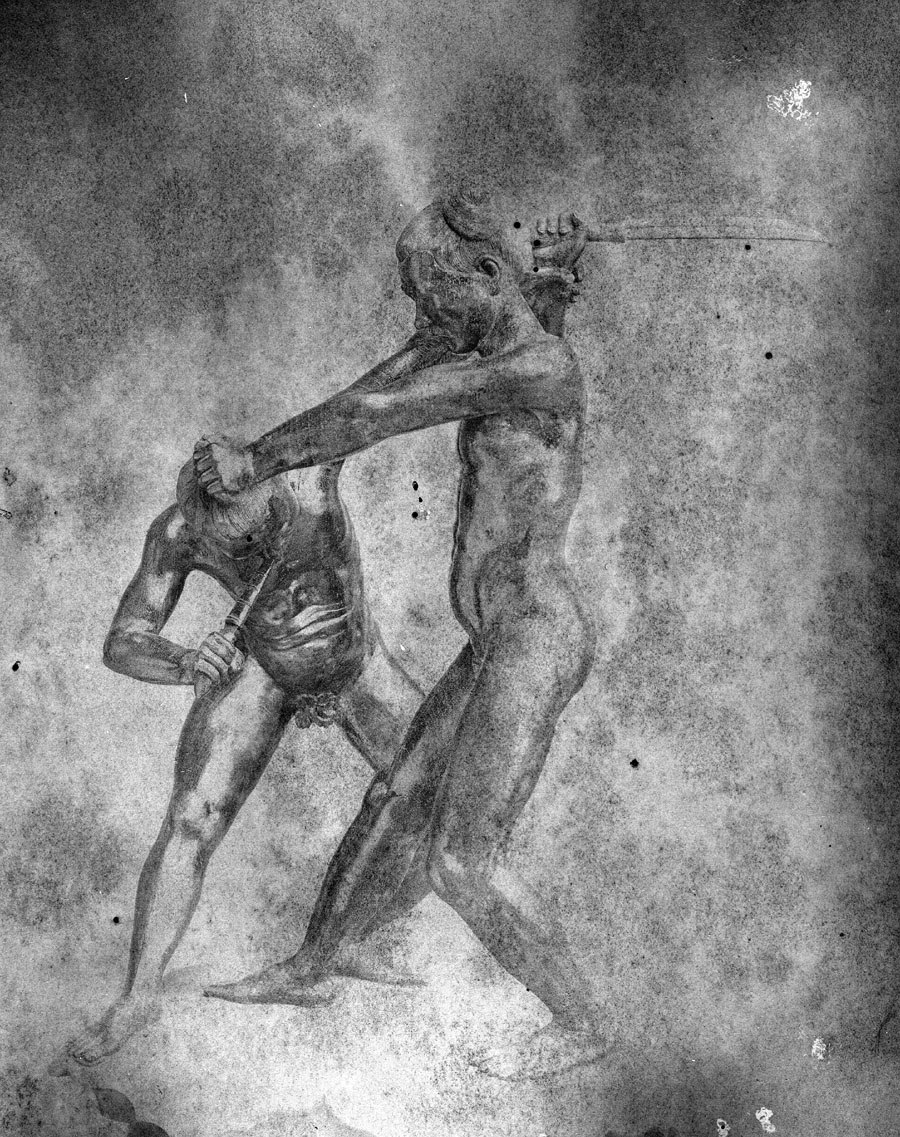
Combat avec des dhas (Note : coiffure typique birmane (Yaung Don) à cette époque)